# Miss België 2016
Miss België 2016 was de 48ste editie van Miss België die op 9 januari 2016 werd gehouden in Plopsa Theater in De Panne, België . De winnaar, Lenty Frans uit de provincie Antwerpen, werd gekroond, en volgde daarmee titelhouder, Annelies Törös (Miss België 2015) op. Frans vertegenwoordigde België op Miss World 2016, waar ze een top 10 notering haalde; ze evenaarde daarmee een 22 jaar oud record. Stephanie Geldhof, eerste runner-up vertegenwoordigde het land op Miss Universe 2016.

## Winnaar en runners-ups
| Eind resultaat   | deelnemer |
| ---------------- | --- |
| Miss België 2016 | - Antwerpen - Lenty Frans |
| 1e runner-up     | - Oost-Vlaanderen - Stephanie Geldhof |
| 2e runner-up     | - Oost-Vlaanderen - Bo Praet |
| 3e runner-up     | - West-Vlaanderen - Emily Vanhoutte |
| 4e runner-up     | - Oost-Vlaanderen - Stefanie Beerens |
| 5e runner-up     | - Oost-Vlaanderen - Leïla Noumair |
| Top 12           | - Luik - Manon Dawir - Henegouwen - Laura Dupont - West-Vlaanderen - Sarah Devos - Luxemburg - Margaux Leclère - Namen - Emilie Mauléon - Antwerpen - Stephanie Nouws |

## Prijzen
| Prijs              | deelnemer                             |
| ------------------ | ------------------------------------- |
| Miss Beach         | - Oost-Vlaanderen - Bo Praet          |
| Miss Charity       | - Oost-Vlaanderen - Stefanie Beerens  |
| Miss Sport         | - Oost-Vlaanderen - Stephanie Geldhof |
| Miss sociale media | - West-Vlaanderen - Emily Vanhoutte   |
| Miss Model         | - West-Vlaanderen - Sarah Devos       |
| Miss Congeniality  | - Antwerpen - Lenty Frans             |
| Miss Talent        | - Henegouwen - Camille Vanhiesbecq    |
| Miss Elegance      | - Antwerpen - Shania Labeye           |

## Deelnemers
30 kandidaten streden om de titel: 
| Provincie       | deelnemer               | Leeftijd | woonplaats             |
| --------------- | ----------------------- | -------- | ---------------------- |
| Antwerpen       | Lenty Frans             | 21       | Sint-Lenaarts          |
| Antwerpen       | Shania Labeye           | 19       | Brasschaat             |
| Antwerpen       | Stephanie Nouws         | 22       | Kalmthout              |
| Antwerpen       | Yasmine Vossen          | 23       | Kontich                |
| Brussel         | Ashley Thirry           | 24       | Sint-Lambrechts-Woluwe |
| Brussel         | Elisabeth Assaf         | 18       | Ganshoren              |
| Oost-Vlaanderen | Bo Praet                | 20       | Laarne                 |
| Oost-Vlaanderen | Leila Noumair           | 22       | Geraardsbergen         |
| Oost-Vlaanderen | Merel De Saegher        | 18       | Waasmunster            |
| Oost-Vlaanderen | Stefanie Beerens-De Loo | 24       | Zottegem               |
| Oost-Vlaanderen | Stephanie Geldhof       | 18       | Erpe-Mere              |
| Oost-Vlaanderen | Valeryia Kazheunikava   | 23       | De Pinte               |
| Vlaams-Brabant  | Rim Agoudan             | 18       | Overijse               |
| Henegouwen      | Alison Khramaz          | 20       | Moeskroen              |
| Henegouwen      | Camille Vanhiesbecq     | 21       | Péronnes-lez-Binche    |
| Henegouwen      | Laura Dupont            | 19       | Châtelineau            |
| Luik            | Alison Clement          | 19       | Jalhay                 |
| Luik            | Coralie Franze          | 19       | Ouffet                 |
| Luik            | Floriane Cavillot       | 24       | Verviers               |
| Luik            | Manon Dawir             | 21       | Awans                  |
| Limburg         | Amy Courtens            | 19       | Hasselt                |
| Luxemburg       | Margaux Leclère         | 21       | Neuvillers             |
| Namen           | Emilie Mauléon          | 19       | Erpent                 |
| Namen           | Laure Alaime            | 20       | Gedinne                |
| Waals-Brabant   | Candice Ditlefsen       | 18       | Dion-Valmont           |
| West-Vlaanderen | Emily Vanhoutte         | 21       | Oostende               |
| West-Vlaanderen | Lien Vercruysse         | 22       | Brugge                 |
| West-Vlaanderen | Sandra Van De Vloet     | 25       | Brugge                 |
| West-Vlaanderen | Sarah Devos             | 21       | Zedelgem               |

## Internationale competitie
- Lenty Frans eindigde in de top 11 van Miss World 2016 in Washington, DC, Verenigde Staten. Ze won ook de titel van Miss World Europe.
- Stephanie Geldhof deed mee aan Miss Universe 2016 in Manilla, Filipijnen. Ze behaalde geen finaleplek.
- Emily Vanhoutte is 1e runner-up geworden in Beauty of the World 2013 in Bishkek, Kirgizië. Ze nam ook deel aan Miss Earth 2014 in Quezon City, Filippijnen .

## Juryleden
De juryleden van Miss België 2016 waren:
- Darline Devos - Voorzitter Comité Miss België
- Annelien Coorevits - Miss België 2007
- Virginie Claes - Miss België 2006
- Daniel Dedave - Officiële fotograaf
- Roberto Bellarosa - Belgische zanger en de eerste winnaar van The Voice Belgique.
- Nádine - Zuid-Afrikaanse Afrikaanse zangeres en presentator.
- Michaël Espinho - Radio- en televisiepresentator.

1928 · 1929 · 1930 · 1931 · 1932 · 1933 · 1934 · 1935 · 1936 · 1937 · 1938 · 1939 · 1940–1945 · 1946 · 1947 · 1948 · 1949 · 1950 · 1951 · 1952 · 1953 · 1954 · 1955 · 1956 · 1957 · 1958 · 1959 · 1960 · 1961 · 1962 · 1963 · 1964 · 1965 · 1966 · 1967 · 1968 · 1969 · 1970 · 1971 · 1972 · 1973 · 1974 · 1975 · 1976 · 1977 · 1978 · 1979 · 1980 · 1981 · 1982 · 1983 · 1984 · 1985 · 1986 · 1987 · 1988 · 1989 · 1990 · 1991 · 1992 · 1993 · 1994 · 1995 · 1996 · 1997 · 1998 · 1999 · 2000 · 2001 · 2002 · 2003 · 2004 · 2005 · 2006 · 2007 · 2008 · 2009 · 2010 · 2011 · 2012 · 2013 · 2014 · 2015 · 2016 · 2017 · 2018 · 2019 · 2020  · 2021 · 2022 · 2023 · 2024 · 2025